# أنطون نوسك
أنطون نوسك (الروسية: Анто́н Но́сик)‏ (4 يوليو 1966 - 9 يوليو 2017) هو مدون وصحفي وناشط اجتماعي روسي، يحتل المركز العاشر ضمن الرونت الروسي حسب موقع البحث ياندكس. يلقب في روسيا ب«أبو الإنترنت الروسي»، كما أنه يحمل شهادة في طب الأسنان. هاجر إلى إسرائيل في عام 1990، وبدأ هناك العمل كصحفي وعاد إلى روسيا في عام 1997 ويعتبر أحد المدونين الأكثر شعبية في روسيا.

## آرائه السياسية
إتهم أنطون بأنه شديد القومية، وذلك بعدما نشر مقالاً عبر الإنترنت بعنوان «يجب محو سوريا من وجه الأرض». ووجهت النيابة العامة الروسية له تهمة إثارة الكراهية أو العداء وكذلك إهانة الكرامة الإنسانية.